# Calabozoidae
Calabozoidae — родина вищих ракоподібних ряду Рівноногі (Isopoda). Це дрібні прісноводні ракоподібні, що зустрічаються лише у Південній Америці. Родина містить два види, що віднесені до двох монотипових родів:
- Calabozoa Van Lieshout, 1983
- Pongycarcinia Messana, Baratti & Benvenuti, 2002